# Marta Pol
Marta Pol, född Ziółkowska den 2 november 1995 i Bydgoszcz, är en polsk volleybollspelare (center) som spelar för Grupa Azoty Chemik Police.

## Karriär

### Klubblag
Pol spelade som ung för KS Pałac Bydgoszcz och SMS PZPS Szczyrk. Inför säsongen 2014/2015 gick hon till I liga-klubben Joker Świecie. Sommaren 2015 gick Pol till KS Pałac Bydgoszcz. Hon debuterade i högsta ligan säsongen 2015/2016. I december 2017 råkade Pol ut för en ögonskada som höll henne borta från spel i 11 månader fram till november 2018. Pol spelade sex säsonger för klubben och gjorde 815 poäng på 120 matcher i högsta ligan.
Inför säsongen 2021/2022 gick Pol till Grupa Azoty Chemik Police.

### Landslag
Pol debuterade för Polens landslag i juni 2020 i en landskamp mot Tjeckien. Hon var en del av Polens landslag vid EM 2021.

## Klubbar
Juniorklubbar
- SMS PZPS Szczyrk (2011–2013)
- KS Pałac Bydgoszcz II (2013–2014)

Seniorklubbar
- Joker Świecie (2014–2015)
- KS Pałac Bydgoszcz (2015–2021)
- Grupa Azoty Chemik Police (2021–)